# Геологія Хмельницької області
Хмельницька область вирізняється значним розмаїттям геологічної будови.

## Загальна характеристика
У геоструктурному відношенні територія області пов'язана з Українським щитом і його західним схилом. Східна частина лежить у межах Волино-Подільського тектонічного блоку і відзначається близьким до поверхні заляганням порід кристалічного фундаменту — гранітоїдів, гнейсів, кристалічних сланців. Територія на заході від ізогіпси поверхні фундаменту 300 м належить до Волино-Подільської монокліналі і характеризується нарощуванням із сходу на південний захід осадового чохла — пісковики, аргіліти, піски венду, мергелі й доломіти силуру, на крайньому південному заході — глинисто-піщані відклади девону; майже повсюдно поширена нижньокрейдова товща — пісковики, піски, трепели і неогенові вапняки, піски, глини. Загальна потужність осадового чохла на заході досягає 1000–1200 м. Палеозойські, мезозойські і докембрійські відклади відслонюються у річкових долинах. Майже суцільний (за винятком крутих ділянок схилів) антропогеновий покрив має потужність до 25—30 м. Він представлений утвореннями еолово-делювіального, алювіального і делювіального генетичних типів. Поверхня області — переважно підвищена пологохвиляста лесова рівнина. Крайня північна частина її лежить у межах Поліської низовини (низовинна плоска зандрово-алювіальна рівнина з лесовими останцями у вигляді горбів); абсолютна висота 220–240 м. На Північний захід невисоким уступом відокремлюється Волинська височина. Вододільна центральна частина, що лежить на відрогах Придніпровської височини, має абсолютні висоти 320–380 м. Решта території Хмельницької області — у межах Подільської височини; абсолютна висота до 396 м. Платоподібна поверхня придністров'я глибоко розчленована каньйоноподібними долинами річок, ярами та балками.
Південно-західну частину області перетинають Товтри, утворюючи пасма горбів. Трапляються карстові форми рельєфу, зсуви.

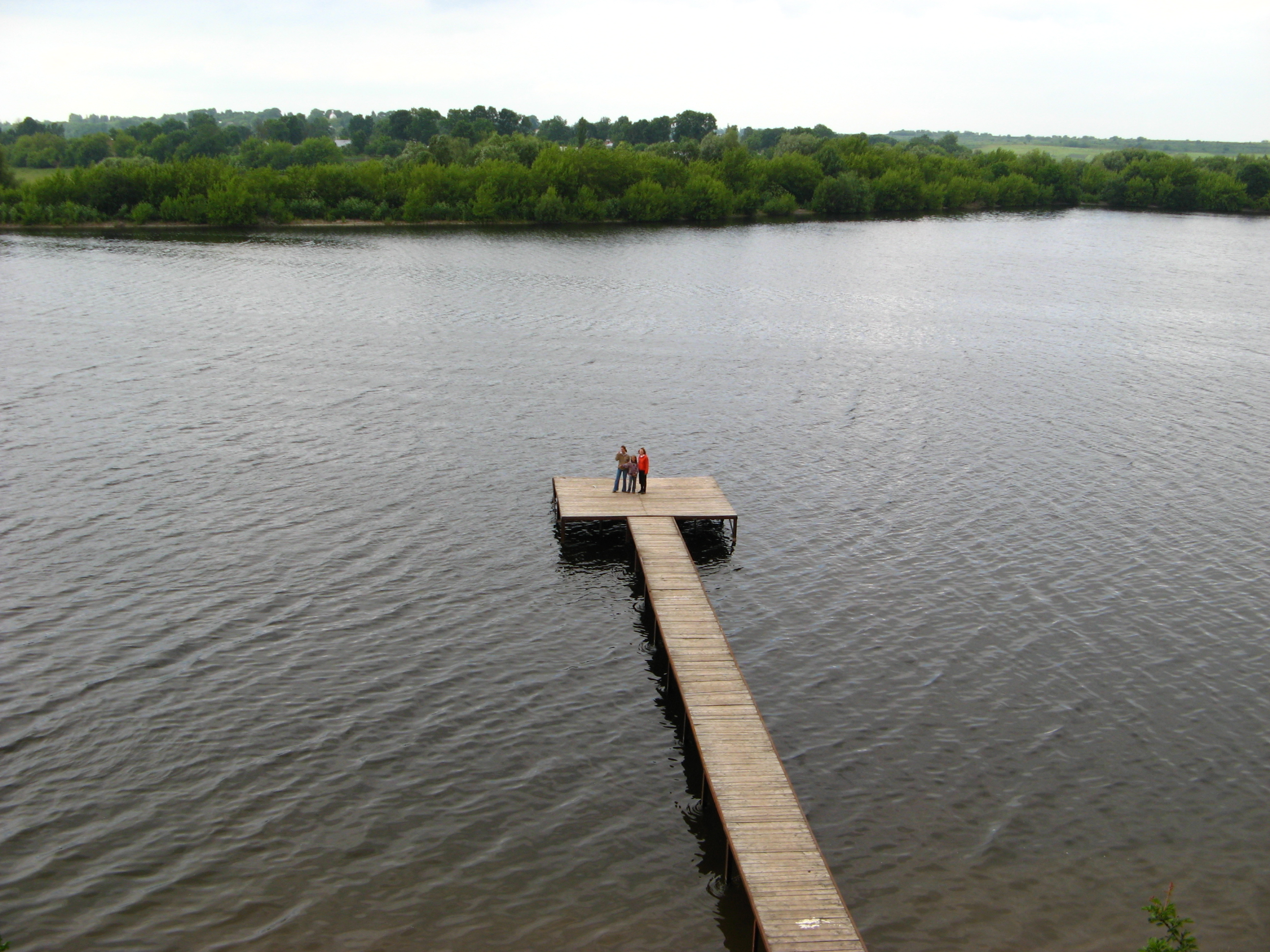
Став на Збручі на околиці Волочиська

## Ресурси
Область багата на різні нерудні корисні копалини. Родовища гранітів, каолінів, вапняків, цегельно-черепичних глин і суглинків, пісків, крейди, мергелю, пісковиків, гіпсу, бентонітових глин. Поклади торфу, фосфоритів. Хмельницька область — це єдиний регіон в Україні, де розвідані родовища сапонітових глин — унікальних природних утворень, які складають цілу провінцію бентонітової сировини з особливими властивостями. Запаси Хмельницької групи родовищ сапонітів становлять понад 100 млн т. На півдні області розвідані комплексні родовища глауконітових пісків з запасами близько 30 млн т. В області є потужні запаси лікувальних і столових вод. Нині розвідані та досліджені родовища мінеральних вод типу «Нафтуся» та «Миргородська», радонові води, 10 родовищ 2 столових вод. Джерела мінеральних вод поблизу селищ міського типу Летичева, Сатанова, міст Кам'янця-Подільського, Полонного. На території області — 165 річок завдовжки понад 10 км кожна. Вони належать до басейнів Дніпра (Горинь, Случ, Хомора, Корчик), Південного Бугу (Бужок, Вовк, Згар, Рів, Іква), Дністра (Збруч, Жванчик, Смотрич, Мукша, Тернава, Студениця, Ушиця, Калюс та інші). В області — 269 територій та об'єктів природно-заповідного фонду (загальна площа 13,5 тисяч гектарів), з них 39 заказників, у тому числі 15 державного значення (ландшафтні: Іванковецький заказник, Івахновецький заказник, Кармелюкова Гора, Княжпільський заказник, Кошарнинський заказник, Сокіл, Совий Яр, Циківський заказник; гідрологічні: Башта, Моломолинцівський заказник, Маначинський заказник).

## Рельєф
В геоморфологічному відношенні Хмельницьку область умовно можна поділити на три частини: Поліська терасова рівнина, Волинське плато, Подільське плато.
Поліська терасова рівнина розкинулась на північ від залізниці між станціями Полонне, Шепетівка і далі на Плужне. Вона має вигляд обширної, зниженої слабохвилястої поверхні, на якій розкидані невисокі піщані горби і заболочені зниження.
Мікрорельєф представлений невеликими, часто заболоченими «блюдцями». Поверхневий стік вод тут відсутній. Запаси вологи великі. Поліська терасова рівнина складена докембрійськими породами (граніти), над якими залягають вапняки і глини, що покриті пісками. Часто делювіальні і флювіогляціальні піски безпосередньо накладаються на граніти і служать ґрунтоутворюючою породою в цьому районі. Ці піски світло-жовтого та сірого кольорів. Фізичні властивості цих порід несприятливі, вони мають велику водопроникність і малу водоутримуючу здатність.
Волинське плато має загальний нахил до Поліської рівнини, і тягнеться приблизно аж до річки Південний Буг. За рельєфом ця частина області являє собою хвилясте плато, розчленоване неглибокими балками, і в окремих місцях, у прирічковій смузі досить еродовані.
Мікрорельєф виражений неглибокими «блюдцями» і видолинками. Поруч з терасами по річці Південний Буг трапляються своєрідні зниження, які В. Д. Лоскарєв назвав низинами. У зв'язку з такою будовою поверхні тут дуже розвинений поверхневий стік води під час сніготанення і великих дощів обложного і зливового характеру, а тому посилюється водна ерозія ґрунтів.

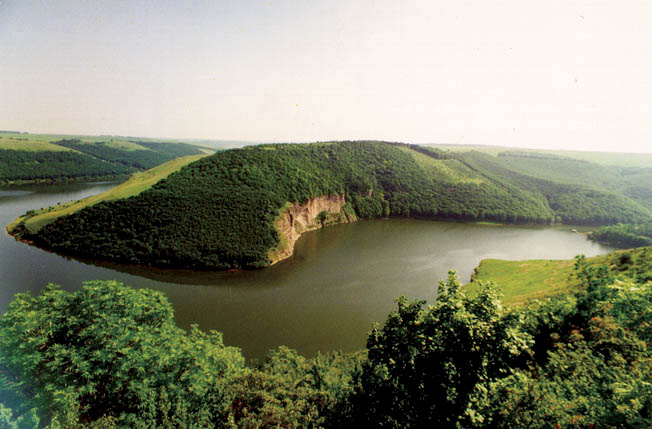
Подільські Товтри. Вигляд на Дністер

Ґрунти, що залягають на схилах, гірше забезпечені вологою, ніж ґрунти на плато, оскільки основна маса води стікає із схилів в балки. Складене Волинське плато також докембрійськими відкладами (граніти, гнейси), поверх яких нашаровуються третинні відклади (вапняки і піщано-глинисті), далі йдуть четвертинні відклади — леси і лесоподібні суглинки. Вони є найбільш поширеними і цінними ґрунтоутворюючими породами. Ці породи пухкі, мають добру водопроникність, капілярність, містять в своєму складі значну кількість карбонатів кальцію. Глини, як ґрунтоутворюючі породи, мають мале поширення. Трапляються вони невеликими масивами серед лесових порід, часто там, де лісові породи змиті. Належать вони до серії третинних відкладів. По кольору — це сизо-зелені, сіро-сизі з жовтим відтінком породи. В сухому стані вони характеризуються значною щільністю, а в мокрому — стають в'язкими. Водопроникність в них майже відсутня. Тому ґрунти, що на них утворилися завжди перезволожені. Подільське плато тягнеться далі на південь від річки Південний Буг до річки Дністер. Його поверхня досить підвищена над рівнем моря і являє собою порізану річками й глибокими балками місцевість. Мережа глибоких балок і каньйоноподібних берегів утворює вузькохвилястий рельєф, де переважають протяжні схили, ще переходять в урвища.
Явища ерозії тут досить розвинені, що призвело до утворення великої кількості еродованих ґрунтів. В південно-західний частині Подільського плато розташується Подільський Державний національний природний парк «Подільські Товтри».